# Così fan tutte (manga)
Così fan tutte (みんなあげちゃう?, Minna agechau, lett. "Ti darò tutto") è una serie manga erotico-comica di Hikaru Yuzuki. È stata pubblicata originariamente dal 4 novembre 1982 al 16 luglio 1987 su Weekly Young Jump, e sempre nel 1987 ne è stato tratto un film diretto da Osamu Uemura. La serie è composta da 19 volumi tankōbon (21 nell'edizione italiana). In Italia è stato pubblicato da Star Comics nella collana UP dall'8 agosto 2000 al 10 aprile 2002. I protagonisti sono Yuno Mamiya e Rokuro Chikanaka.

## Trama
All'inizio della serie, Rokuro Chikanaka è un ragazzo sfortunato in amore che passa il suo tempo libero sfogliando riviste erotiche e viene spesso preso in giro dalle ragazze della sua età per via delle sue perversioni, tanto da definire il suo stile di vita come patetico. Non tutte però la pensano allo stesso modo e infatti la bella e sensuale Yuno Mamiya sembra provare pietà per Rokuro e con la scusa che questi è solo, si reca alla porta di casa sua offrendosi come sua ragazza. Il maschio non riesce a credere alla sua fortuna, ma inizia volentieri a fare amicizia con Yuno; dopo aver trascorso alcune serate assieme, questi inizia a notare alcuni particolari su di lei: è incline agli spettacoli teatrali, a un certo punto lo minaccia di sbuffare del gas di scarico nel caso l'avesse lasciata e che sembra proveniente da una famiglia ricca e benestante. A questo punto Yuno decide di fargli conoscere la sua famiglia e lo porta a casa sua, una villa somigliante a quella di Versailles. Qui il padre e il nonno di lei si rivelano cordiali, anche se un po' perplessi del fatto che Yuno esca con uno scapestrato come lui; la madre invece chiede apertamente alla figlia se il suo partner riesce a soddisfarla a pieno, menzionando scherzosamente che se il suo uomo non è in grado di renderla felice a letto, lei finisce per picchiarlo. Da qui in poi iniziano una serie di vicende tra il comico e il romantico, con al centro il tema della sessualità.

## Media

### Manga
Il manga, scritto e disegnato da Hikaru Yuzuki, è stato serializzato dal 4 novembre 1982 al 16 luglio 1987 sulla rivista Weekly Young Jump edita da Shūeisha. I capitoli sono stati raccolti in 19 volumi tankōbon pubblicati dal 25 luglio 1983 al 25 ottobre 1987.
In Italia la serie è stata pubblicata da Star Comics nella collana UP dall'8 agosto 2000 al 10 aprile 2002 in 21 volumi.

#### Volumi
| Nº | Data di prima pubblicazione | Data di prima pubblicazione | Data di prima pubblicazione |
| Nº | Giapponese                  | Giapponese                  |                             |
| -- | --------------------------- | --------------------------- | --------------------------- |
| 1  | 25 luglio 1983              | ISBN 4-08-861341-4          |                             |
| 2  | 25 ottobre 1983             | ISBN 4-08-861342-2          |                             |
| 3  | 25 dicembre 1983            | ISBN 4-08-861343-0          |                             |
| 4  | 25 marzo 1984               | ISBN 4-08-861344-9          |                             |
| 5  | 25 giugno 1984              | ISBN 4-08-861345-7          |                             |
| 6  | 25 settembre 1984           | ISBN 4-08-861346-5          |                             |
| 7  | 25 dicembre 1984            | ISBN 4-08-861347-3          |                             |
| 8  | 25 marzo 1985               | ISBN 4-08-861348-1          |                             |
| 9  | 25 giugno 1985              | ISBN 4-08-861349-X          |                             |
| 10 | 25 settembre 1985           | ISBN 4-08-861350-3          |                             |
| 11 | 25 dicembre 1985            | ISBN 4-08-861351-1          |                             |
| 12 | 25 marzo 1986               | ISBN 4-08-861352-X          |                             |
| 13 | 25 giugno 1986              | ISBN 4-08-861353-8          |                             |
| 14 | 25 settembre 1986           | ISBN 4-08-861354-6          |                             |
| 15 | 25 dicembre 1986            | ISBN 4-08-861355-4          |                             |
| 16 | 25 marzo 1987               | ISBN 4-08-861356-2          |                             |
| 17 | 25 giugno 1987              | ISBN 4-08-861357-0          |                             |
| 18 | 25 settembre 1987           | ISBN 4-08-861358-9          |                             |
| 19 | 25 ottobre 1987             | ISBN 4-08-861359-7          |                             |

| Nº | Data di prima pubblicazione | Data di prima pubblicazione |
| Nº | Italiano                    |                             |
| -- | --------------------------- | --------------------------- |
| 1  | 8 agosto 2000               |                             |
| 2  | 7 settembre 2000            |                             |
| 3  | 6 ottobre 2000              |                             |
| 4  | 26 ottobre 2000             |                             |
| 5  | 30 novembre 2000            |                             |
| 6  | 5 gennaio 2001              |                             |
| 7  | 30 gennaio 2001             |                             |
| 8  | 27 febbraio 2001            |                             |
| 9  | 28 marzo 2001               |                             |
| 10 | 7 maggio 2001               |                             |
| 11 | 25 maggio 2001              |                             |
| 12 | 29 giugno 2001              |                             |
| 13 | 30 luglio 2001              |                             |
| 14 | 24 agosto 2001              |                             |
| 15 | 26 settembre 2001           |                             |
| 16 | 23 ottobre 2001             |                             |
| 17 | 2 dicembre 2001             |                             |
| 18 | 15 gennaio 2002             |                             |
| 19 | 12 febbraio 2002            |                             |
| 20 | 11 marzo 2002               |                             |
| 21 | 10 aprile 2002              |                             |

### Live-action

#### Film (1985)
La serie è stata adattata in un film live action diretto da Shūsuke Kaneko come parte della linea Roman porno di Nikkatsu. La pellicola, uscita il 20 aprile 1985, ha vinto il 9º premio come miglior film dell'anno al 7º Yokohama Film Festival.

#### Film (1987)
Uno speciale televisivo live action è stato trasmesso su Fuji Television il 22 giugno 1987.

#### Film anime
Un film anime diretto da Osamu Uemura e prodotto dallo studio J.C.Staff, è uscito il 27 marzo 1987.